# José Pérez de Rozas Masdeu

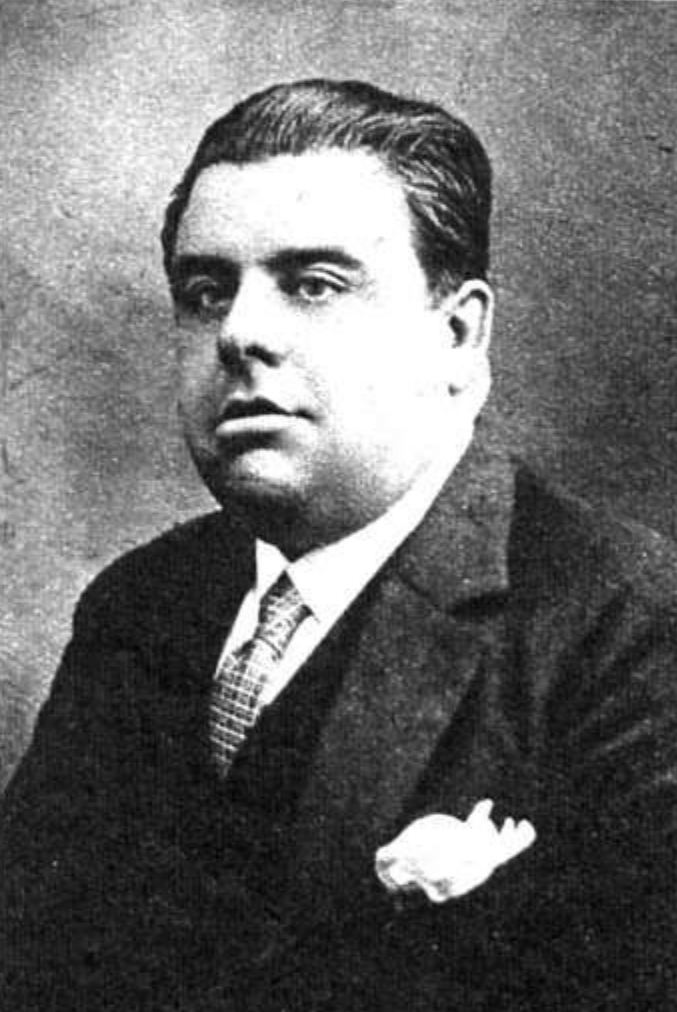
Retrato de José Pérez de Rozas

José Pérez de Rozas Masdeu (1882-1959) fue un periodista y político español.

## Biografía
Nacido en 1882 en Madrid, en el seno de una familia de la burguesía madrileña, posteriormente se trasladaría a Barcelona, donde realizaría la mayor parte de su carrera profesional. Empezó trabajando como redactor en el periódico Las Noticias. Posteriormente fue propietario del diario barcelonés El Liberal, diario del que también llegaría director. Durante los años de la Segunda República tuvo una actividad política relevante. Llegó a ser nombrado gobernador civil de Oviedo, en 1933. Miembro del Partido Republicano Radical de Alejandro Lerroux, se mantuvo fiel a este cuando Diego Martínez Barrio se salió del Partido Radical junto a un importante sector del mismo. En las elecciones de 1933 presentó candidatura por la circunscripción de Jaén, obteniendo acta de diputado. Volvería a obtener acta de diputado en las elecciones de 1936.
A pesar de su pasado político, tras la Guerra civil siguió residiendo en España sin tener problemas con la dictadura franquista. Falleció el 19 de marzo de 1959 en Madrid.
Su hermano Carlos fue un destacado periodista, fundador de una saga familiar de reporteros y fotoperiodistas.